# 盟地
盟地，又作盟國，西周、春秋时邑名。在今河南省孟州市南。
盟津（孟津）就是盟地附近的黄河渡口。前712年，周桓王在郑国取得邬、刘、蒍、邘的土田，却给了郑国人原来属于苏忿生的土田：温、原、絺、樊、隰郕、攒茅、向、盟、州、陉、隤、怀。左传评价桓王会失去郑国。